# Herrarnas spelartrupper i landhockey vid olympiska sommarspelen 1984
Herrarnas spelartrupper i landhockey vid olympiska sommarspelen 1984 bestod av tolv nationer.

## Australien
| - Jim Irvine - David Bell - Richard Charlesworth - Colin Batch |  | - Peter Haselhurst - Grant Boyce - Craig Davies - Adrian Berce |  | - Treva King - Grant Mitton - Terry Leece - Michael Nobbs |  | - Nil Patmore - Trevor Smith - Neil Snowden - Terry Walsh |

Coach:

## Kanada
| - Julian Austin - Ken Goodwin - Pat Caruso - David Bissett |  | - Patrick Burrows - Rob Smith - Neki Sandhu - Ernest Cholakis |  | - Kip Hladky - Paul Chohan - Aaron Fernandes - Ross Rutledge |  | - Reg Plummer - Harbhajan Rai - Bruce MacPherson - Trevor Porritt |

Head coach: Shiv Jagday

## Storbritannien
| - Ian Taylor - Veryan Pappin - Stephen Martin - Paul Barber |  | - Robert Cattrall - Jonathan Potter - Richard Dodds - William McConnell |  | - Norman Hughes - David Westcott - Richard Leman - Stephen Batchelor |  | - Sean Kerly - James Duthie - Kulbir Bhaura - Mark Precious |

Head Coach:

## Indien
| - Romeo James - Manohar Topno - Vineet Kumar Sharma - Somaya Maneypanda |  | - Joaquim Carvalho - Rajinder Singh - Charanjit Kumar - Mervyn Fernandes |  | - Hardeep Singh - Mohammad Shahid - Zafar Iqbal - Nila Komol Singh |  | - Grewal Iqbaljit - Ravinder Pal Singh - Marcellus Gomes - Syed Jalaluddin Rizvi |

Coach: Balkrishen Singh

## Kenya
| - Emmanual Oduol - Julius Akumu - Lucas Alubaha - Michael Omondi |  | - Parminder Saini - Manjeet Panesar - Jitender Panesar - Peter Akatsa |  | - Harvinder Kular - Chris Otambo - Brajinder Daved - Raphael Fernandis |  | - Sunil Chhabra - Sarabjit Sehmi - Eric Otieno - Julius Mutinda |

Coach: Avtar Singh Sohal

## Malaysia
| - Ahmad Fadz Zainal Abidin - Yahya Atan - Ket Seong Foo - Sukhyinder Kalwant Singh |  | - Michael Chew - Sarjit Sing Kyndan Singh - Stephen G Van Huizen - Jagjit Singh Chet Singh |  | - Soon Mustafa Bin-Krim - Kevin C. Nunis - Soon Kooi Ow - Cheo Sing Tam |  | - Shurentheran Murugasen - Fook Loke Poon - Colin Hugh Santa Maria - Zulkifli Abbas |

Coach:

## Nederländerna
| - Petrus Hermans - Arno den Hartog - Cees Jan Diepaveen - Henricus Pierik |  | - Theodoor Doyer - Thomas Van T Hek - Peter Van Asbeck - Willem Van Asbeck |  | - Hans Kruize - Ties Kruize - Ronaldus Steens - Jan Hidde Kruize |  | - Alexander Bos - Roderik Bouwman - Rene Klaassen - Maarten Van Grimbergen |

Coach:

## Nya Zeeland
| - Jeffery Archibald - Husmukh Bhikha - Christopher Brown - George Carnoutsos |  | - Peter Daji - Laurence Gallen - Stuart Grimshaw - Trevor Laurence |  | - Grant McLeod - Brent Miskimmin - Peter Miskimmin - Arthur Parkin |  | - Ramesh Patel - Robin Wilson - Maurice Marquet - Graham Sligo |

## Pakistan
| - Syed Ghulam Moinuddin - Qasim Zia - Nasir Ali - Rashidul Hasan |  | - Ayaz Mahmood - Naeem Akhtar - Kalimullah Khan - Manzoor Hussain |  | - Hassan Sardar - Hanif Khan - Khalid Hamid - Shahid Ali Khan |  | - Tauqeer Dar - Ishtiaq Ahmed - Saleem Sherwani - Mushtaq Ahmad |

Coach: Khwaja Zakauddin

## Spanien
| - Jose Agut - Javier Cabot - Juan Arbos - Andrés Gómez |  | - Juan Carlos Peon - Jaime Arbos - Ricardo Cabot - Juan Malgosa |  | - Carlos Roca - Mariano Bordas - Ignacio Cobos - Jorge Olivia |  | - Miguel Depaz - Ignacio Escude - Santiago Malgosa - Jose Miguel García |

Coach:

## USA
| - Mohammad Barakat - Ken Barrett - Rowle Cox - Trevor Fernandes |  | - Scott Gregg - Manzar Iqbal - Michael Kraus - Randy Lipscher |  | - David McMichael - Gary Newton - Michael Newton - Brian Spencer |  | - Morgan Stebbins - Robert Stiles - Andrew Stone - Nigel Traverso |

Coach:

## Västtyskland
| - Christian Bassemir - Tobias Frank - Horst-Ulrich Hänel - Carsten Fischer |  | - Joachim Hürter - Eckhard Schmidt-Opper - Reinhard Krull - Michael Peter |  | - Stefan Blöcher - Andreas Keller - Thomas Reck - Markku Slawyk |  | - Thomas Gunst - Heiner Dopp - Volker Fried - Dirk Brinkmann |